# ألبرتو رودريغيز أوليفر
ألبرتو رودريغيز أوليفر (بالإسبانية: Alberto Rodríguez Oliver)‏ هو دراج إسباني، ولد في 26 أغسطس 1982.

## وصلات خارجية
- الموقع الرسمي